# Rubén Sánchez Sáez
Rubén Sánchez Sáez (Barcelona, 9 de gener de 2001) és un futbolista professional català que juga com a lateral dret al RCD Espanyol.

## Carrera de club
Sánchez es va formar al Club de Futbol Badalona, i es va incorporar al juvenil de l'Espanyol el 2018. Va signar un contracte professional amb el club el 21 de juliol de 2021, mantenint-lo fins al 2024. Va fer el seu debut com a professional amb l'Espanyol en una victòria per 2-0 a la Liga contra el Cadis el 18 d'octubre de 2021. La temporada següent va gaudir de pocs minuts deguts a una lesió dels isquiotibials amb diverses recaigudes.
L'agost de 2023 va ser cedit al CD Mirandés perquè competís a la Segona Divisió. El 31 de gener de 2024 l'Espanyol va decidir cancel·lar la cessió i recuperar el jugador per suplir la lesió d'Eduardo Expósito. La temporada següent va tornar a ser cedit, en aquesta ocasió al Granada CF, també de Segona Divisió.